# Archidium stellatum
Archidium stellatum är en bladmossart som beskrevs av Stone 1973. Archidium stellatum ingår i släktet Archidium och familjen Archidiaceae. Inga underarter finns listade i Catalogue of Life.